# 土耳其河 (路易斯安那州)
土耳其河（英語：Turkey Creek），是美国路易斯安那州下属的一座村镇。根据2010年美国人口普查，该市有人口441人。建置上，属于“village”。